# Ledebouria crispa
Ledebouria crispa är en sparrisväxtart som beskrevs av Stephanus Venter. Ledebouria crispa ingår i släktet Ledebouria och familjen sparrisväxter. Inga underarter finns listade i Catalogue of Life.